# Compte court
Le compte court ou compte des katunob est une des méthodes de notation des dates dans le calendrier maya. Elle a remplacé le compte long au cours du classique terminal (ca. 800-950) et continuait d'être utilisée au début de l'époque coloniale.
Le compte court permet de situer un jour précis dans une période d'environ 256 ans.

## Fonctionnement
Le compte court est la combinaison de deux éléments du calendrier maya :
1. la donnée du jour dans la roue calendaire (tzolk'in et haab), qui comporte les jours sur une durée de 52 ans ; par exemple : 7 Manik' 9 Ch'en (voir calendrier maya).

1. le numéro du jour de fin de katun dans le tzolk'in (qui dure 7200 jours, soit 20 x 18 x 20 jours, ou encore 20 ans environ), et qui peut prendre les valeurs de 1 à 13.

En effet, le tzolk'in comporte 260 jours, soit 20 noms de jours associés à 13 numéros. 13 et 7200 étant premiers entre eux, le numéro de jour du tzolk'in terminant un katun prend successivement les 13 valeurs possibles. Ainsi, à chaque fin de katun, le numéro du jour diminue de 2 (7200 modulo 13 vaut 11 soit 13 - 2), comme la table ci-dessous l'indique.  Le numéro de jour de fin de katun se répète donc tous les 13 katunob, à savoir environ 256 ans.
La roue calendaire durant plus longtemps qu'un katunob (52 ans contre 20 ans), en associant à chaque jour de la roue calendaire le numéro du jour qui termine le katunob en cours, on connait la date sur 13 fois 20 ans environ, c'est-à-dire 256 ans environ de façon non ambiguë.

On peut noter néanmoins que le procédé n'est pas "optimal" en termes de durée de validité puisqu'en ajoutant un nombre entre 1 et 13 à une donnée de jour, on ne multiplie que par 5 environ (256 / 52) la durée représentée par la roue calendaire seule.
| fin de katun | comptes longs et années du calendrier occidental | comptes longs et années du calendrier occidental | comptes longs et années du calendrier occidental | comptes longs et années du calendrier occidental | comptes longs et années du calendrier occidental | comptes longs et années du calendrier occidental |
| 13 Ahau      | 11.3.0.0.0                                       | 1283                                             | 11.16.0.0.0                                      | 1539                                             | 12.9.0.0.0                                       | 1796                                             |
| 11 Ahau      | 11.4.0.0.0                                       | 1303                                             | 11.17.0.0.0                                      | 1559                                             | 12.10.0.0.0                                      | 1815                                             |
| 9 Ahau       | 11.5.0.0.0                                       | 1323                                             | 11.18.0.0.0                                      | 1579                                             | 12.11.0.0.0                                      | 1835                                             |
| 7 Ahau       | 11.6.0.0.0                                       | 1342                                             | 11.19.0.0.0                                      | 1599                                             | 12.12.0.0.0                                      | 1855                                             |
| 5 Ahau       | 11.7.0.0.0                                       | 1362                                             | 12.0.0.0.0                                       | 1618                                             | 12.13.0.0.0                                      | 1874                                             |
| 3 Ahau       | 11.8.0.0.0                                       | 1382                                             | 12.1.0.0.0                                       | 1638                                             | 12.14.0.0.0                                      | 1894                                             |
| 1 Ahau       | 11.9.0.0.0                                       | 1401                                             | 12.2.0.0.0                                       | 1658                                             | 12.15.0.0.0                                      | 1914                                             |
| 12 Ahau      | 11.10.0.0.0                                      | 1421                                             | 12.3.0.0.0                                       | 1677                                             | 12.16.0.0.0                                      | 1934                                             |
| 10 Ahau      | 11.11.0.0.0                                      | 1441                                             | 12.4.0.0.0                                       | 1697                                             | 12.17.0.0.0                                      | 1953                                             |
| 8 Ahau       | 11.12.0.0.0                                      | 1461                                             | 12.5.0.0.0                                       | 1717                                             | 12.18.0.0.0                                      | 1973                                             |
| 6 Ahau       | 11.13.0.0.0                                      | 1480                                             | 12.6.0.0.0                                       | 1736                                             | 12.19.0.0.0                                      | 1993                                             |
| 4 Ahau       | 11.14.0.0.0                                      | 1500                                             | 12.7.0.0.0                                       | 1756                                             | 13.0.0.0.0                                       | 2012                                             |
| 2 Ahau       | 11.15.0.0.0                                      | 1520                                             | 12.8.0.0.0                                       | 1776                                             |                                                  |                                                  |

On aura donc par exemple 7 Manik' 9 Ch'en, associé à 13 (indiquant la période allant de 1283 à 1303), et qui est unique dans cette période.

## Lien avec le problème de la corrélation
À partir des indications des chroniqueurs mayas, les mayanistes ont voulu
arriver à retrouver la correspondance entre le compte court et le compte long qui permet une chronologie absolue des cités de l'époque classique.
En particulier, Mérida, dans le Yucatán, fondée en 1542, le fut presque en même temps que la fin d'un katun 13 Ahau.  Le problème était donc de savoir
- quel jour exact tombait cette fin de katun ;
- à quelle date du compte long (11.3.0.0.0, 11.16.0.0.0 ou 12.9.0.0) elle correspondait.

La corrélation actuellement acceptée, celle Goodman-Martínez Hernández-Thompson, place cette fin de katun le 11.16.0.0.0 du compte long, un 12 novembre 1539.  Il existe quelques variantes de cette corrélation qui diffèrent d'au plus quelques jours.
Voir article de fond : corrélation maya.